# Distichophyllum rakotomariae
Distichophyllum rakotomariae là một loài Rêu trong họ Hookeriaceae. Loài này được Crosby mô tả khoa học đầu tiên năm 1976.